# スティーヴン・エンゾンジ
スティーヴン・エンゾンジ (Steven N'Kemboanza Mike Christopher Nzonzi ,1988年12月15日 - ) は、フランス・イル＝ド＝フランス地域圏オー＝ド＝セーヌ県コロンブ出身のサッカー選手。元フランス代表。ポジションはミッドフィールダー。

## クラブ経歴
2007年にアミアンSCと契約を結び、2008年4月にプロデビューをした。2008-09シーズンには35試合に出場したが2部リーグに降格したため、イングランドへの移籍を決断した。
2009年6月、プレミアリーグのブラックバーン・ローヴァーズFCと4年契約を締結した。エンゾンジは中盤の底で活躍したものの、ローヴァーズは2012年は下部リーグに降格し、それに伴い2012年7月にストーク・シティFCに移籍。新天地でも安定した活躍を見せ、2014-15シーズンは全38試合にフル出場し、ストークのトップ10入りに貢献。2015年7月にリーガ・エスパニョーラのセビージャFCに移籍した。
2018年8月14日、ASローマに移籍することが発表された。4年契約で、移籍金は2665万ユーロで、ボーナスとして最大400万ユーロが追加される。
2019年8月16日、ガラタサライにレンタル移籍することが発表された。12月13日、無秩序な振る舞いをしたとしてクラブから無期限の活動停止処分を受けた。
2020年1月31日、リーグ・アンのスタッド・レンヌにシーズン終了までのレンタルで移籍した。レンタル契約には1年間の延長オプションが付帯している。レンヌはリーグで3位となり、UEFAチャンピオンズリーグ出場権を獲得したことにより、レンタル契約は1年間延長された。2021年6月19日、レンタル契約満了に伴い、レンヌを退団することが発表された。
2021年9月28日、カタールのアル・ラーヤンSCに2年契約で加入。背番号は88番。2023年6月17日、契約満了により退団することが発表された。
2024年8月17日、フーラッド・モバラケ・セパハンFCに移籍することが発表された。

## 代表経歴
2018 FIFAワールドカップの出場メンバーに選出された。クロアチアとの決勝戦で、後半途中からエンゴロ・カンテと交代で出場し、優勝に貢献した。

## 代表歴

### 出場大会
- フランス代表
  - 2018年 - FIFAワールドカップ（優勝）
  - 2018年 - UEFAネーションズリーグ

### 試合数
- 国際Aマッチ 20試合 0得点（2017年-2020年）[17]

| フランス代表 | 国際Aマッチ | 国際Aマッチ |
| 年           | 出場        | 得点        |
| ------------ | ----------- | ----------- |
| 2017         | 2           | 0           |
| 2018         | 12          | 0           |
| 2019         | 0           | 0           |
| 2020         | 6           | 0           |
| 通算         | 20          | 0           |

## タイトル

### クラブ
セビージャFC
- UEFAヨーロッパリーグ : 2015-16

### 代表
- FIFAワールドカップ : 2018